# 小野市立小野南中学校
小野市立小野南中学校（おのしりつおのみなみちゅうがっこう）は兵庫県小野市大島町にある公立中学校。

## 概要
- 小野市の南側に位置する中学校であり、1980年4月1日に小野市立来住中学校と小野市立市場中学校が統合して開校した。

### 校章
- 中央の「中」は中学を表し、その周りを小野の「小」と「ミナミ」で輪を作ったもの。

## 沿革
- 1979年（昭和54年）10月8日 - 校舎を起工する。起工日を創立記念日と定める。
- 1980年（昭和55年）3月11日 - 校舎を竣工する。
- 1980年（昭和55年）4月1日 - 小野市立来住中学校と小野市立市場中学校が統合して開校する。

## 部活動

### 運動部
- 野球部
- 陸上競技部
- サッカー部
- 男子卓球部
- 男子バスケットボール部
- 柔道部
- ソフトボール部
- 女子ソフトテニス部
- 女子バレーボール部

### 文化部
- 吹奏楽部
- パソコン部

## 校区
- 小野市立来住小学校[1]
- 小野市立市場小学校[1]

## 著名な出身者
- 田中希実（陸上競技中距離走・長距離走選手）：2020年東京オリンピックの陸上競技女子中距離8位
- 野上恵子（陸上競技長距離走・マラソン選手）

## 校区が隣接している学校
- 小野市立小野中学校
- 小野市立河合中学校
- 加西市立加西中学校
- 加古川市立義務教育学校両荘みらい学園
- 三木市立別所中学校
- 三木市立三木中学校